# 6. primorsko-goranska brigada (NOVJ)
Za druge 6. brigade glejte 6. brigada.
6. primorsko-goranska brigada je bila brigada v sestavi Narodnoosvobodilne vojske in partizanskih odredov Jugoslavije in ki je delovala med drugo svetovno vojno na področju Kraljevine Jugoslavije.

## Zgodovina
Brigada je bila ustanovljena 12. oktobra 1942 s 4 bataljoni in 1.147 borci.

## Organizacija
- štab
- 3x bataljon